# 熊川橋
熊川橋（くまがわばし）は福島県双葉郡大熊町を流れる二級河川熊川に架かる道路橋の名称である。同名の橋梁が複数存在する。

## 常磐自動車道
E6

### 概要
- 全長：259.0m
  - 主径間：118.0m
- 幅員：9.76m（暫定2車線）
- 形式：3径間PC連続波形鋼板ウェブ箱桁橋
- 竣工：2011年5月17日
- 施工：ピーエス三菱[1]

常磐富岡インターチェンジ～大熊インターチェンジ間にある橋梁で、熊川とそれに並行する町道を渡る。南詰は大川原字西平、北詰は下野上字清水に位置する。当初2011年（平成23年度）に供用開始が予定されていたが、福島第一原子力発電所事故の警戒区域に指定されたため開通の目途が立っていなかった。その後、2015年3月1日の常磐富岡インターチェンジ～浪江インターチェンジ間の延伸開通により供用が開始された。中央支間長が100mを超え、コンクリートウェブ橋に比べ上部工の経済性に優れることから波板鋼板ウェブ橋が採用された。この形式の橋梁としては東日本高速道路東北支社管内で最大の支間長である。

### 隣の橋
（上流）野上橋 - 熊川橋 - 清水橋（下流）

## 国道6号

### 概要
- 全長：72.8m
  - 主径間：27.5m
- 幅員：8.2m[2]
- 形式：3径間RC連続桁橋
- 竣工：1959年3月[3]

248.4キロポスト付近にあり、熊字熊町、字滑津の境界に位置する。

### 隣の橋
（上流）滑津橋 - 熊川橋 - 熊川橋（町道）（下流）

## 大熊町道

### 概要
- 全長：82.9m
- 幅員：5.0m
- 形式：7径間鋼H桁橋
- 竣工：1965年[4]

国道6号熊川橋の下流側に位置する隣の橋であり、2級町道東62号線を通す。南詰は熊字熊町、北詰は熊字熊町と熊川字緑ケ丘の境界に位置する。橋上は上下対面通行であるが、センターラインのない狭隘路であり、車道外側線のみが引かれ路側帯もほぼ存在しない。

### 隣の橋
（上流）熊川橋（国道6号） - 熊川橋 - 遍照寺橋（下流）